# Christisonia hookeri
Christisonia hookeri là loài thực vật có hoa thuộc họ Cỏ chổi. Loài này được C.B.Clarke ex Hook.f. mô tả khoa học đầu tiên năm 1884.